# Воронежское акционерное самолётостроительное общество
Воронежское акционерное самолётостроительное общество (ВАСО) — авиастроительное предприятие в городе Воронеже. Полное современное  наименование — Публичное акционерное общество «Воронежское акционерное самолётостроительное общество».
В разные года завод имел названия: завод № 18, завод № 64, Воронежский авиационный завод (предприятие п/я 71), Воронежское авиационное производственное объединение (предприятие В-8808), ОАО «Воронежское акционерное самолетостроительное общество» (ВАСО).
Завод и заводской аэродром «Придача» находятся в Левобережном районе г. Воронежа. Почтовый адрес предприятия: г. Воронеж-29 ул. Циолковского 27, «Марс» (в годы СССР); 394004 г. Воронеж ул. Ленинградская, 33.
Из-за вторжения России на Украину корпорация находится под санкциями всех стран Евросоюза, США, Украины и Японии.

## История
Совет министров Российской империи 5.07.1916 года принял Постановление о строительстве нового казённого завода по производству взрывателей мощностью 6 млн штук в год на площадке вблизи г. Воронежа площадью 132 десятины 930 кв. сажен. К началу 1917 года был построен главный корпус завода «Взрыватель», но в связи с происходившими революционными событиями в стране строительство было заморожено. В 1918 году строительная площадка завода с возведенными постройками была передана в Наркомпуть, а оборудование вывезено и передано артиллерийским заводам.
По состоянию на 1927 год недостроенный завод «Взрыватель» — в ведении Воронежского Губисполкома.
Постановлением Распорядительного Заседания (РЗ) Совета труда и обороны (СТО) при Совете народных комиссаров (СНК) СССР от 16.10.1929 года «О мероприятиях по развитию авиапромышленности в течение 1929/30‑1932/33 г.» было принято решение о строительстве на бывшей площадке завода «Взрыватель» авиационного завода «Б» по производству лёгких и тяжёлых бомбардировщиков и штурмовиков металлической конструкции, с  проектной мощностью завода к началу 1931/32 гг — 196 самолётов в год..
В соответствии с постановлением СНК от 27.04.1926 года все оборонные предприятия СССР для повышения секретности оборонного производства с целью сокрытия характера производства и места дислокации предприятия подлежали переименованию. Так, по приказу ВАО № 5 от 4 января 1931 года строящемуся заводу «Б» в Воронеже был присвоен № 18.
В апреле 1931 года начались работы по закладке фундамента. 17.05.1932 года начаты работы по строительству завода.
Приказом ГУАП № 14/294 от 3.06.1932 года были установлены сроки ввода объектов: кузница и аэродром – к 1 июня, фюзеляжный корпус (2 пролёта) – к 1 июля, заготовительный корпус – к 1 августа, малярный цех – к 15 сентября 1932 года.
Строящийся завод был ориентирован на выпуск тяжелых бомбардировщиков ТБ-3 (а в перспективе – ТБ-4 и ТБ-5). В соответствии с постановлением СТО № 101/46сс от 16.02.1932 года требовалось закончить в 1932 году строительство завода на проектную мощность 1500 ТБ-3 в год; этим же постановлением установлена программа на текущий год – 10 ТБ-3. В соответствии с постановлением СТО № 72сс от 13.08.1933 г. требовалось перевести на завод производство ТБ-4 с завода № 22, по приказу ГУАП № 13/328 от 16.08.1933 г. сюда передана вся документация, инструмент и приспособления. В соответствии с постановлением СТО № 103сс от 25.10.1933 г. «вследствие выявившихся конструктивных недостатков» с производственной программы на 1933 год были сняты 13 ТБ-3 с моторами М-34.
Завод №18 был введен в строй в 1934 году, в сентябре построен первый серийный бомбардировщик ТБ-3. Первый директор завода (с августа 1934 по 26.02.1935 г.) — П. А. Клевцов. Главный конструктор завода — К. А. Калинин (до 07.1936 г.)
По приказу ГУАП № 39/237 от 15.07.1934 г. на заводе №18 был организован отдел опытного самолётостроения под руководством К. А. Калинина, в составе: КБ по опытному самолётостроению и модернизации типов, находящихся в производстве; цех опытных конструкций; лабораторий: аэродинамической (планировалось построить к 1.05. 1935 г.), статических испытаний, рентгеновской, сварочно-термической, пластмасс, испытаний винто-моторной группы. Учитывая перспективу постройки на заводе № 18 самолётов конструкции Калинина было решено форсировать на заводе постройку опытного образца самолёта К-13 к 1.04.1935 г. По приказу ГУАП № 37/244с от 27.07.1935 г. в план работ завода на 1935/36 гг включена постройка головной машины К-7 со сроком сдачи 10.1936 год. Но уже в июле 1936 года заводское КБ расформировали, а главный конструктор был арестован и впоследствии расстрелян (см. отдельную статью: Калинин, Константин Алексеевич).
В соответствии с программой самолётостроения на 1935 год завод №18 до конца года должен был изготовить 25 самолётов РД М-34 (рекордный АНТ-25, см отдельную статью), План не выполнен, на 1 января 1936 года ни одного самолёта изготовлено не было.
Планом опытного строительства на 1936-37 гг предусмотрена постройка: РД с АН-1 (заводские испытания в 1936 году), ТБ-3 4АН-1 (совместно с ЦИАМ, заводские испытания в 4-м квартале 1936 г.).
С сентября 1936 года на заводе начато освоение производства ДБ-3, в текущем году необходимо было построить 5 машин. Постановлением СТО от 20.12.1936 г. заводу утверждена производственная программа на 1937 год: ДБ-3 с 2М-85 и 2М-100 – 500 штук. Цена одного самолёта ДБ-3 в 1939 году — 665 тыс. руб.
Освоение производства ДБ-3 шло с трудом. Для облегчения этого процесса приказом ГУАП № 089 от 22.08.1936 г. на заводе был организован конструкторский отдел, в который вошли опытное КБ и ЧКБ (чертежно-конструкторское бюро). Перед ним были поставлены задачи: выпуск рабочих чертежей ДБ-3, модернизация машин, находящихся в серийном производстве, изучение эксплуатации и выпуск инструкций и техописания самолёта. Параллельно в 1936 году А. С. Москалёвым был спроектирован лёгкий пассажирский самолёт САМ-5бис.
В 1937 года была начата реконструкция завода №18. Приказом № 0032 от 8.02.1937 г. заводу предписано к 1.04.1937 г. сдать в эксплуатацию 3 пролёта главного корпуса, в 3-м квартале – ещё три, из них термический цех – к 1.06.1937 г.; в 4-м квартале сдать конвейерный коридор. По пр. № 6с от 8/11.101.1937 г. был создан Центральный технологический отдел в составе секторов: штамповки, механической технологии, сварочного, термического. По пр. № 299с от 7.08.1938 г. требовалось сдать в эксплуатацию цехи: термический — к 1.08.1938 г., покрытий и сварочный — к 15.08.1938 г.
По приказу № 218 от 1.06.1938 года при аэродинамической лаборатории завода организован 1-й филиал ЦАГИ.
В соответствии с постановлением Комитета Обороны СССР № 236 от 29.05.1940 года на заводе №18 началось освоение производства самолёта Ер-2. Приказом НКАП № 278сс от 10.06.1940 г. заводу предписали выпустить в текущем году первые 70 Ер-2, а приказом № 330 от 12.04.1941 г. завод обязали прекратить производство ДБ-3Ф и сосредоточить все внимание на Ер-2.
Приказом НКАП № 739 от 14.12.1940 года на заводе было организовано представительство КБ Ильюшина и начата подготовка к производству самолёта Ил-2 с мотором АМ-35А. Завод №18 был определён головным предприятием по Ил-2. Планом предусматривалась постройка в 1941 году 1200 этих самолётов.
По приказу НКАП № 533 от 17.06.1941 г. на заводе начата подготовка к производству самолёта «103» конструкции Туполева, с планом на 1942 г. — 1000 машин. Из-за войны производство этого самолёта было отложено (см. ст. о с-те Ту-2).
23 августа 1941 года завод был награждён орденом Ленина.
В соответствии с постановлением Государственного Комитета обороны № 751 от 9.10.1941 г. и приказом НКАП № 1056сс от 10.10.1941 года, в течение октября-ноября 1941 г. завод №18 был эвакуирован в г. Куйбышев, ст. Безымянка, на площадку строящегося завода № 295 НКАП. По приказу № 1084сс от 28.10.1941 года в результате слияния был образован единый завод № 18 НКАП.
В 1943 году на объединённом заводе №18 (в Куйбышеве) действовало 9 поточных линий на производстве Ил-2, а в 1945 году уже 32 линии. Максимальная производительность завода – 15 самолётов в сутки.
По количеству построенных самолётов за годы войны завод №18 стал третьим (после заводов № 21 и 153) – 11,6 % всех, выпущенных в стране. Завод в годы ВОВ выпустил:
- 1941 год: Ил-2 – 1510, ДБ-3Ф – 328, Ер-2 2М-105 – 71
- 1942 год: Ил-2 – 3942
- 1943 год: Ил-2 – 4702
- 1944 год: Ил-2 – 3971, Ил-10 – 43
- 1945 год: Ил-2 – 772 (1090), УИл-2 – 159, Ил-10 – 1435

В Воронеже на старой площадке завода №18 по приказу № 174с от 27.03.1943 г. был создан ремонтный завод № 18 при 6-м ГУ НКАП. Для формирования нового завода часть кадров серийного завода № 18 возвращена из Куйбышева. Затем по приказу № 185с от 2.04.1943 г. и № 209с от 12.04.1943 г. был сформирован ремонтно-сборочный завод № 64 НКАП.
С 02.1944 г. завод №64 был передан из 6-го ГУ в 10-е ГУ для организации производства крыльев Ил-2. Имел наименование «п/я 71».
С начала 1945 года на заводе началась сборка Ил-4 из готовых комплектующих.
в 1946 году началось производство агрегатов для Ил-10, а с 1947 г. строились и сами Ил-10. В 1946 г. заводу №64 выделено 2507 трофейных станков. Начато освоение выпуска зерноочистительных машин. Параллельно производству, проводятся восстановительные работы, ремонт и модернизация корпусов. Главный корпус введён с строй в 1953 году.
В 1949 году на заводе №46 начата подготовка к производству реактивного бомбардировщика Ил-28. В соответствии с ПСМ № 1502-596сс от 12.06.1953 года по приказу № 378сс/оп от 16.06.1953 года план завода по выпуску Ил-28 на 1953 год — 370 машин.
В соответствии с ПСМ № 163-97сс от 2.02.1955 года на заводе начато производство бомбардировщика Ту-16, первая машина выпущена в 05.1955 г.
В соответствии с ПСМ № 635-312с от 31.05.1957 г. заводу поручено построить в 1958 году 25 самолётов Ан-10. Во время выпуска на заводе Ан-10 и Ан-12 организовано представительство Антоновского ОКБ-473.
В 1961 году на заводе был образован филиал ОКБ Туполева. Работы по сопровождению серии Ту-128, разработка Ту-128УТ, внедрение в производство Ту-144. Был построен корпус № 2 с пролётом 100 м для окончательной сборки Ту-144.
Численность персонала завода на 1.01.1965 год — 25463 человек.
В 1966 году предприятие было награждено орденом Ленина.
С 1973 года в производстве осваивается БПЛА Ту-143 Рейс.
В 1975 году на заводе было создано представительство ОКБ Ильюшина, а 1977 года начинается постройка первого в СССР широкофюзеляжного лайнера Ил-86.
В 1986 году завод начал производство дальнемагистральных пассажирских самолётов Ил-96-300
Указом президента РФ № 1532 от 21.07.1994 г. была создана холдинговая компания «Ильюшин» в составе АООТ «АК им. С.В. Ильюшина» и ВАСО. 14.04.2000 г. создано ОАО «МАК «Ильюшин», в состав которого вошли ОАО «АК им. С.В. Ильюшина» и ОАО «ВАСО». По решению правительства № 22-р от 9.01.2004 г. вошло в перечень стратегических предприятий.
Численность персонала в 2003 году — 10570 чел.
В 2005 году было подписано лицензионное соглашение с АНТК им. Антонова о производстве Ан-148.
С 2006 года входит в состав государственного ОАО «Объединённая авиастроительная корпорация».
C 2008 по 2015 год производил некоторые детали для самолётов А-320 и А-380.

## Производство (после 1945 года)[11]
- Ил-4;
- Ил-10, с 1947 по 1949 год, 245 шт.;
- УИл-10, 1949 год, 100 шт.;
- Ил-12, 1949 год;
- Ил-28, с 1949 по 1954 год, 922 шт.;
- Ту-16, с 1955 по 1957 год, 165 шт.;
- Ан-10 и Ан-10А, с 1957 по 1961 год (43 и 61 шт. соотв.);
- БПЛА «Ястреб», 1964-1972 гг;
- Ан-12, с 1960 по 1965 год, 251;
- Ту-128, с 1961 по 1971 год, 199;
- Ту-144, с 1971 по 1982 год, 14;
- БПЛА «Рейс», с 1973 по 1989 год, 950;
- Ил-86, с 1977 по 1997 год, 103;
- Ил-96-300, Ил-96М, Ил-96Т, с 1986 по н.в., 33 шт.;
- Ан-148, с 2009 по ?? (точных данных о кол-ве нет);
- крыло и мотогондолы для Ту-160;
- комплектующие к ОК «Буран»;
- сельскохозяйственная техника: комбайн КСС-2,6, сеялка С-12А;
- катера («Воронеж», «Дельфин», «Кейс», «Максим», «Аргонавт») и моторные лодки;
- элементы интерьера пассажирских вагонов;
- весы крановые и платформенные;
- вибронасосы «Удалец», «Полив»;
- стиральные машины «Ивушка» (2004);
- и др.

## Финансовые показатели
Выручка предприятия за три квартала 2005 года составила 2,2 млрд руб., чистая прибыль — 228 млн руб.

## Деятельность
Завод производит воздушные суда Ил-96-300, Ил-96-400Т, отдельные агрегаты для самолётов Ил-76МД-90А, SSJ 100 и МС-21, а также двигателей ПД-14; ведутся работы по самолётам Ил-112 и Ил-114. По 2018 год включительно, в кооперации с Украиной производился самолёт Ан-148.
Кроме того, завод занимается техническим обслуживанием Ил-96 и Ан-148.
|        | 2007 | 2008 | 2009 | 2010 | 2011 | 2012 | 2013 | 2014 | 2015 | 2016 | 2017 | 2018 | 2019 | 2020 |
| ------ | ---- | ---- | ---- | ---- | ---- | ---- | ---- | ---- | ---- | ---- | ---- | ---- | ---- | ---- |
| Ил-96  | 2    | 1    | 2    | 0    | 1    | 1    | 1    | 0    | 1    | 2    | 0    | 0    | 0    | 0    |
| Ан-148 |      |      | 2    | 5    | 5    | 3    | 5    | 5    | 4    | 3    | 2    | 3    | 0    | 0    |

Испытательные полёты проводятся на экспериментальном аэродроме Придача.

### Эксплуатант авиации общего назначения
ВАСО имело свидетельство эксплуатанта авиации общего назначения № АОН-08-06-055 от 19.06.2006, эксплуатировало самолёт Ан-2. По данным на 01.04.2017 действие этого свидетельства было приостановлено, а к 2020 году аннулировано.

## Происшествия
5 марта 2011 года в Белгородской области произошла авиакатастрофа Ан-148 во время учебного полёта, выполнявшегося испытателями ВАСО и пилотами из Мьянмы. Все находившиеся на борту (6 человек) погибли.